# Ruschwede
Die Ruschwede ist ein 13,1 km langer Bach in den Gemeinden Vahlde, Fintel und Schneverdingen im Landkreis Rotenburg (Wümme) und Heidekreis in Niedersachsen, die von links und Süden in den Wümme-Zufluss Fintau mündet.

## Verlauf
Die Ruschwede entspringt als Oberflächenwasser sammelnder Wiesengraben innerhalb von Insel. Sie kreuzt die K 31 und fließt deutlich begradigt in Richtung Westen durch Wald- und Wiesenlandschaften in Richtung Haswede. Sie nimmt erst von Süden den Osterweder Bach und dann von Norden den Grimmsmoorbach auf. Sie fließt weiter nördlich an Haswede vorbei, nimmt von Norden den Postreitgraben auf, nördlich entlang am Eurostrand quert sie im Ortskern von Fintel erst die K 221 und dann die K 211 in nordwestlicher Richtung. Von hier geht es erkennbar begradigt weiter durch Wiesen- und Ackerflächen Richtung Vahlde. Sie quert die K 212, den Ortskern von Vahlde und die K 232, bevor sie nach einigen hundert Metern von links und Süden in die Fintau mündet.

## Zustand
Die Ruschwede ist im gesamten Verlauf mäßig belastet (Güteklasse II).

## Befahrungsregeln
Zum Schutz, dem Erhalt und der Verbesserung der Fließgewässer als Lebensraum für wild lebende Tiere und Pflanzen erließ der Landkreis Rotenburg (Wümme) 2015 eine Verordnung für sämtliche Fließgewässer. Seitdem ist das Befahren der Ruschwede von Haswede bis zur Mündung ganzjährig verboten.